# Famille von Hülsen
Pour les articles homonymes, voir Hülsen.
La famille von Hülsen est une famille noble d'origine frisonne qui s'est établie en Prusse-Orientale au XVIe siècle.

## Origine et histoire
La famille apparaît pour la première fois dans un document en 1243 avec le miles (chevalier) Johannes de Ulsen.  La lignée commence au XVe siècle avec Karl von Hülsen. Le petit-fils de ce dernier, Georg von Hülsen, s'installe en Prusse-Orientale au XVIe siècle.
La famille est élevée au rang de comte prussien héréditaire le 29 janvier 1800 (pour les frères Georg Friedrich von Hülsen, seigneur d'Arensdorf en Prusse-Orientale, Bernhard Wilhelm von Hülsen, seigneur de Wesselshöfen (de) en Prusse-Orientale et Ernst Ludwig von Hülsen, seigneur de Dösen en Prusse-Orientale ),. Une autre élévation au rang de comte (primogéniture) est effectué le 10 septembre 1840 pour Gustav von Hülsen, seigneur de Wiese en Prusse-Orientale. Enfin, Dietrich von Hülsen-Haeseler, adjudant d'aile, (primogéniture) le 12 février 1894, Georg von Hülsen-Haeseler, chambellan prussien et régisseur général royal le 27 janvier 1909 et Botho von Hülsen le 14 novembre 1910, sont élevés au rang de comte prussien.

## Armoiries

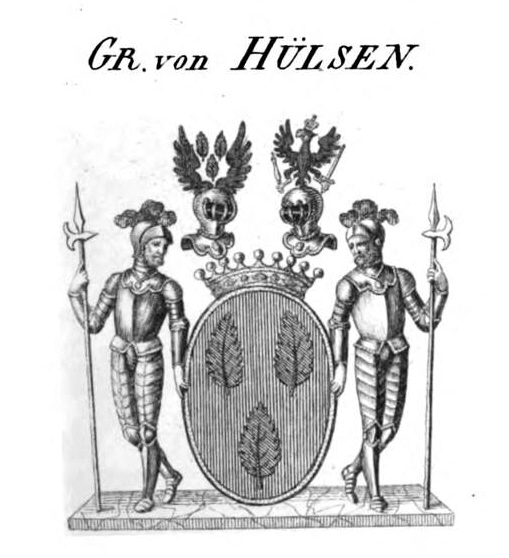
Armoiries de la famille von Hulsen

Le blason montre trois (2: 1) feuilles de houx vertes en or. Sur le casque aux lambrequins vert-or couvre les feuilles entre le vol noir.
Les armoiries de 1894 et de 1909, qui ont pour écusson en cœur les armoiries de la famille qui sont écartelées : 1 en or, une aile d'aigle noir tournée vers l'intérieur avec les Saxons, 2 en argent, deux étendards obliques sur des fûts de lance d'or, portant chacun une bannière frangée d'or, de gueules à droite, bleue à gauche, dans laquelle se trouve un aigle noir dans un disque d'argent, 3 d'argent à l'aigle noir couronné, armé d'or et à la pointe de gueules, 4 d'or à la croix royale couronnée d'argent, bordée de gueules et d'or, de l'ancienne collégiale Vierge-Marie-Bénie (de) d'Halberstadt, avec l'aigle prussien en médaillon. Trois casques aux lambrequins noirs, celui de droite et celui de gauche tournés vers l'intérieur avec l'aigle (sans ailes), celui du milieu avec les trois feuilles de houx entre les ailes noires ouvertes de l'aigle. Support : deux hommes sauvages regardant vers l'intérieur, couronnés de feuilles de chêne autour de la tête et des reins, tenant une massue de la main droite et de la main gauche.

## Personnalités
- Johann Salomon von Hülsen (de) (1650-1713), général de division prussien
- Johann Dietrich von Hülsen (1693-1767), lieutenant général prussien
- Bernhard Friedrich von Hülsen (de), 1756 chef du régiment du Pays de Königsberg KL (de)
- Hans von Hülsen (de) (1776–1849), général de division prussien
- Kasimir von Hülsen (de) (1778-1858), général de division prussien
- August von Hülsen (de) (1779-1858), général de division prussien
- Botho von Hülsen (1815-1886), directeur de théâtre prussien
- Dietrich von Hülsen-Haeseler (1852-1908), général d'infanterie prussien
- Georg von Hülsen-Haeseler (1858-1922), chambellan prussien et directeur de théâtre
- Walter von Hülsen (de) (1863-1947), général d'infanterie allemand, chevalier de l'Ordre Pour le Mérite
- Bernhard von Hülsen (de) (1865-1950), lieutenant général allemand
- Ernst von Hülsen (de) (1875-1950), haut président de la province de Hesse-Nassau, conservateur et sénateur honoraire de l'Université de Marbourg
- Hans von Hülsen (de) (1890-1968), écrivain allemand
- Botho von Hülsen (1895-1980), lieutenant général allemand
- Heinrich-Hermann von Hülsen (1895-1982), général de division allemand